# Tom produkt
I matematik är den tomma produkten resultatet av en multiplikation med noll faktorer, och lika med 1. Uttryckt med potenser innebär den att a0 = 1 för alla a utom 0.

## Motivering
En situation där den tomma produkten förekommer är bråkräkning. I följande exempel kan både 2:an och 3:an förkortas, varefter täljaren innehåller noll faktorer och har värdet 1:
{\displaystyle {2\cdot 3 \over 2\cdot 3\cdot 5}={\not 2\cdot \not 3 \over \not 2\cdot \not 3\cdot 5}={\frac {1}{5}}~.}
Mer formellt kan den tomma produktens värde motiveras utifrån definitionen att summan av noll termer är 0 och att logaritmen av en produkt är lika med summan av de ingående faktorernas logaritmer. Exempelvis gäller för två faktorer m och n att
{\displaystyle \log(m\cdot n)=\log m+\log n,\,\!}
{\displaystyle \log(\cdot )=0.\,\!}
Logaritmen av en produkt innehållande noll faktorer är lika med en summa av noll termer, det vill säga 0. Talet 1 har logaritmen 0, varför resultatet av den tomma multiplikationen är 1.

## 0 upphöjt till 0
I allmänhet är det mest praktiskt att definiera a0 =1 för alla tal a som är skilda från noll.
Däremot gäller det inte alltid att f(x)g(x) har 1 som gränsvärde då f och g går mot 0 – exempelvis har funktionen f(x) = x0 gränsvärdet 1 medan f(x) = 0x har 0 som gränsvärde. I den här meningen är 00 ett obestämt uttryck och försiktighet krävs vid hantering av funktioner som ger upphov till det.